# Burgruine Schöllnstein
Die Burgruine Schöllnstein, auch Ritterburg Schellenstein genannt, ist die Ruine einer mittelalterlichen Höhenburg auf einem aus der Mitte des Bergs auslaufenden zungenförmigen 366 m ü. NHN hohen Vorsprung über Schöllnstein, einem Ortsteil der Gemeinde Iggensbach im Landkreis Deggendorf in Bayern.

## Geschichte
Die Burg wurde um 1356/58 von den Brüdern Otto, Seifried und Hartlieb Puchberger zu Engelsberg, die vermutlich Lehnsleute von Leupolt von Hals waren, erbaut. 1485 wurde die Burg in Nieder- und Oberschöllnstein geteilt. 1500 waren der Wartturm und die Burgkapelle St. Georg links von der Einfahrt schon baufällig. 1550 kam die Burg an die Gebrüder Spritzenstein und wechselte in der Folgezeit mehrfach die Besitzer.
Anfang des 18. Jahrhunderts wurde die Burg im Bauernaufstand erstürmt und 1743 im Zuge des Österreichischen Erbfolgekrieges erobert, zum Teil zerstört und 1768 großenteils abgebrochen. 1850 ließ der damalige Besitzer Graf Raimund Fugger die Burg bis auf die Burgmauer wegen Einsturzgefahr zum Schutz der darunter liegenden Häuser niederreißen.

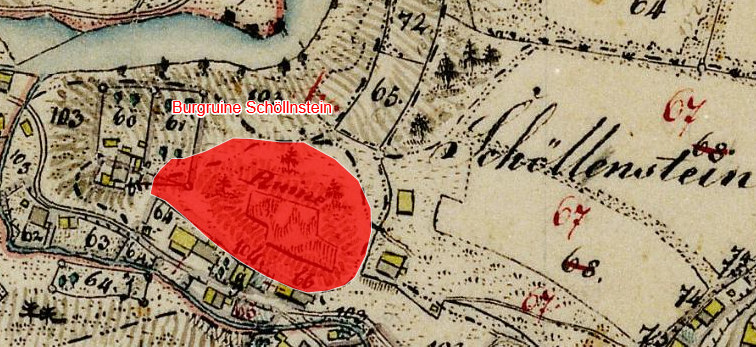
Lageplan der Burgruine Schöllnstein auf dem Urkataster von Bayern

## Beschreibung
Heute sind von der ehemaligen Burganlage, die 15 Zimmer, drei Kellerräume und eine Pferdestallung für neun Pferde hatte, noch deutliche Reste der Umfassungsmauern aus Bruchsteinen mit Gewölberesten sowie Grundmauern des „Neuen Stockes Niederschöllnstein“ erhalten.
Heute ist die Stelle als Baudenkmal D-2-71-127-15 „Burgruine, Bruchsteinaußenmauern mit Gewölberesten, Mitte 15. Jahrhundert“, sowie als Bodendenkmal D-2-7245-0001 „Mittelalterlicher Burgstall mit Mauerresten“ vom Bayerischen Landesamt für Denkmalpflege erfasst.